# سان تريكات
سان تريكات (بالفرنسية: Saint-Tricat)‏ هي بلدية تقع في إقليم باد كاليه من منطقة نور با دو كاليه في شمال فرنسا. تبلغ مساحة هذه المدينة 7.35 (كم²)، وترتفع عن سطح البحر 10 م، يبلغ عدد سكانها 672 نسمة حسب إحصاء المعهد الوطني للإحصاء والدراسات الاقتصادية سنة 2009 م. وترأس Patrice Calais البلدية خلال فترة (2008-2014).